# Thomas Bewick
Thomas Bewick (Ovingham, 10 de agosto de 1753 — Gateshead, 8 de novembro de 1828) foi um importante gravador inglês (xilogravura)  e ornitologista. Nasceu na Cherryburn House em Northumberland, Inglaterra.

## Biografia
Thomas Bewick revolucionou a técnica da xilogravura, criando a xilogravura de topo. Até então a gravura em metal era a única forma de se conseguir reproduzir um desenho com alta definição. No entanto, transferência da  gravura em madeira para o metal era um processo caro que exigia uma tecnologia adicional modelagem em gesso e fundição que no final encareceria o produto. Nesse sentido a gravura feito diretamente no primeiro molde, a xilogravura, era bem mais rápida e não exigia um número muito grande de cópias para custear o produto final.
Bewick teve a ideia de usar uma madeira mais dura como matriz e marcar os desenhos com o buril, instrumento usado para gravura em metal e que dava uma maior definição ao traço. Dessa maneira Bewick diminuiu os custos de produção de livros ilustrados e abriu caminho para a produção em massa de imagens pictóricas.